# Odd Nansen

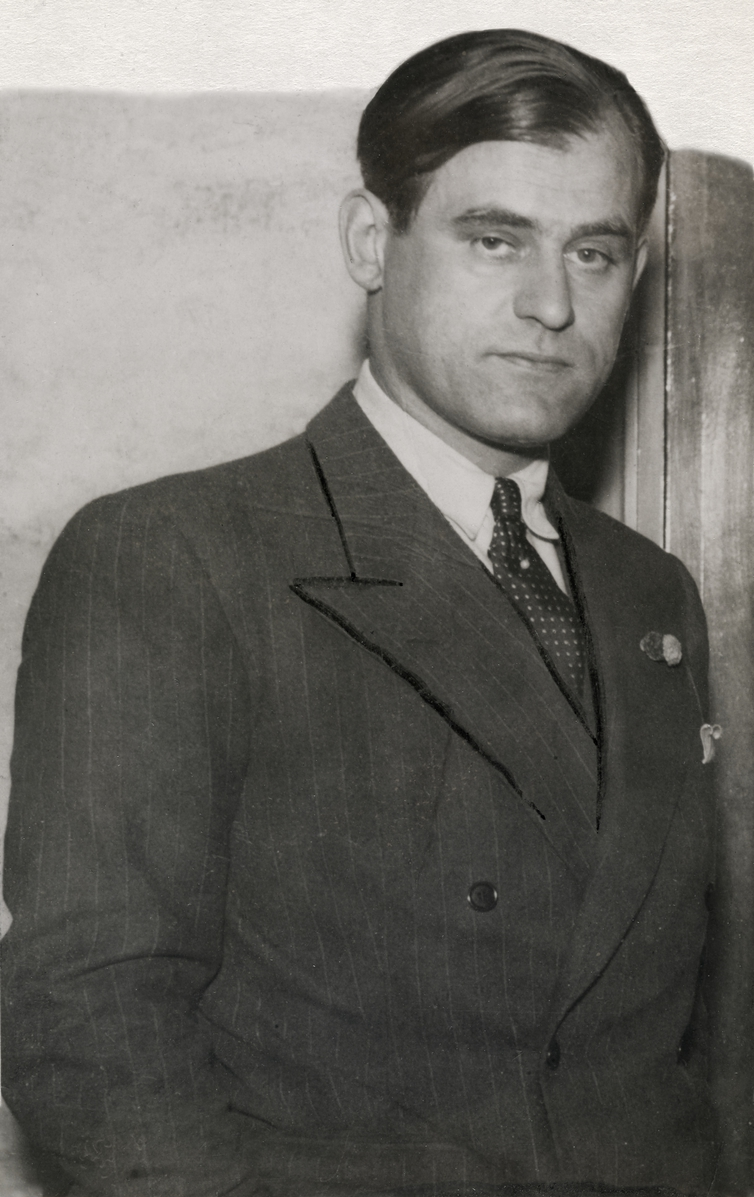
Odd Nansen (etwa 1930/35)

Odd Nansen (* 6. Dezember 1901 in Kristiania (heute Oslo); † 27. Juni 1973 in Oslo) war ein norwegischer Architekt und Philanthrop, Sohn des norwegischen Staatsmannes Fridtjof Nansen und Mitbegründer von UNICEF.

## Wirken
Odd Nansen gründete 1936 die Nansenhilfe für Flüchtlinge und Staatenlose. Ihr Büro wurde im Herbst 1942 von den norwegischen NS-kontrollierten Behörden geschlossen. 
Bereits im Januar 1942 wurde Nansen inhaftiert, zunächst im norwegischen Lager Grini, später im deutschen KZ Sachsenhausen. Obwohl das Schreiben von Tagebüchern im Lager offiziell verboten war, konnte er die Geschehnisse ausführlich niederschreiben und 1946 mit großem Erfolg veröffentlichen. Darin berichtete er beispielsweise von dem 10-jährigen Mithäftling „Tommy“ Buergenthal, den Nansen schweren Herzens in Sachsenhausen hatte zurücklassen müssen, als er im April 1945 durch die Rettungsaktion der Weißen Busse nach Schweden evakuiert wurde. Als 1948 der Kontakt wiederhergestellt werden konnte, sammelten norwegische Schüler Süßigkeiten und Lebensmittel für den gleichaltrigen Holocaust-Überlebenden.
1946 gehörte Odd Nansen zu den Begründern des Kinderhilfswerks der Vereinten Nationen UNICEF.

## Ehrungen (Auswahl)
- 1953: Großes Verdienstkreuz mit Stern und Schulterband der Bundesrepublik Deutschland
- 1970: Kommandeur des Sankt-Olav-Ordens

## Schriften (Auswahl)
- Fra Dag Til Dag, 3 Bände, Dreyers, Oslo 1946.
- Von Tag zu Tag, Dulk, Hamburg 1949 (gekürzte Ausgabe, deutsch von Ingeborg Goebel).
- I ellevte time. En appell til Europarådet om det tyske flyktningeproblem, Dreyer, Oslo 1951.
- Tommy. En sannferdig fortelling, Gyldendal, Oslo 1970 (über Thomas Buergenthal).